# مستكشف تطور المجرات
مستكشف تطور المجرات (Galaxy Evolution Explorer) أو أختصاراً (GALEx).مرصد فضائي مداري يعمل بالأشعة فوق البنفسجية أطلق في 28 أبريل 2003، وعمل حتى أوائل عام 2012.
مستكشف تطور المجرات لة مجال رؤية 1.2 درجة (أكبر من القمر الكامل). ولديه خلايا شمسية من زرنيخيد الغاليوم التي توفر ما يقرب من 300 واط للمركبة الفضائية ويمكن أن يرصد موجات الضوء من 135 نانومتر إلى 280 نانومتر.

## تاريخ
وضعت المركبة في مدار شبه دائري على ارتفاع 697 كيلومتر (433 ميل) يميل 29 درجة إلى خط استواء بواسطة الصاروخ بيغاسوس اكس إل .
عهدت عملية الرصد الضوئية الأولى إلى طاقم مكوك الفضاء كولومبيا، في 21 مايو 2003 بتصوير كوكبة الجاثي . وقد تم اختيار هذه المنطقة لأنها كانت تقع مباشرة فوق المكوك في وقت الاتصال الأخير مع مركز ناسا لمراقبة البعثة .
بعد مهمته الأساسية المقرر لها ان تدوم 29 شهرا، تم تمديد عمليات المراقبة إلى ما يقرب من 9 سنوات .ووضعت وكالة ناسا المرصد في وضع الاستعداد في 7 فبراير 2012.
في أوائل شهر فبراير 2011 قطعت ناسا الدعم المالي لعمليات (GALEx) حيث كانت المهمة في مرتبة أقل من غيرها من المشاريع التي تسعى للحصول على كمية محدودة من التمويل .. وكانت دورة حياة البعثة تكلف ناسا 150.6 مليون دولار. تفاوض معهد كاليفورنيا للتقنية لنقل السيطرة على GALEX ومعدات المراقبة الأرضية المرتبطة به إلى معهد كاليفورنيا للتكنولوجيا تمشيا مع قانون ستيفنسون-وايدلر للتكنولوجيا والابتكار .وبموجب هذا القانون، فأن المعدات البحثية الزائدة التي تملكها حكومة الولايات المتحدة يمكن نقلها إلى المؤسسات التعليمية والمنظمات غير ربحية. وفي مايو 2012، تم نقل عمليات GALEX لمعهد كاليفورنيا للتكنولوجيا .
ونظرا لعمليات الرصد الفوق البنفسجية الفريدة من نوعها التي تسلط الضوء على دراسات خاصة للمجرات، والثقوب السوداء ، والمستعرات العظمى، والنجوم، وما وراءها. يجري الآن جهد لجمع الأموال اطلق علية GALEX CAUSE في محاولة لاستكمال مسح جميع السماء بالأشعة فوق البنفسجية .
في 28 يونيو 2013.اخرجت ناسا GALEX من الخدمة ومن المتوقع أن تبقى المركبة الفضائية في المدار لمدة 65 سنة على الأقل قبل ان تدخل الغلاف الجوي.

## المهمة العلمية

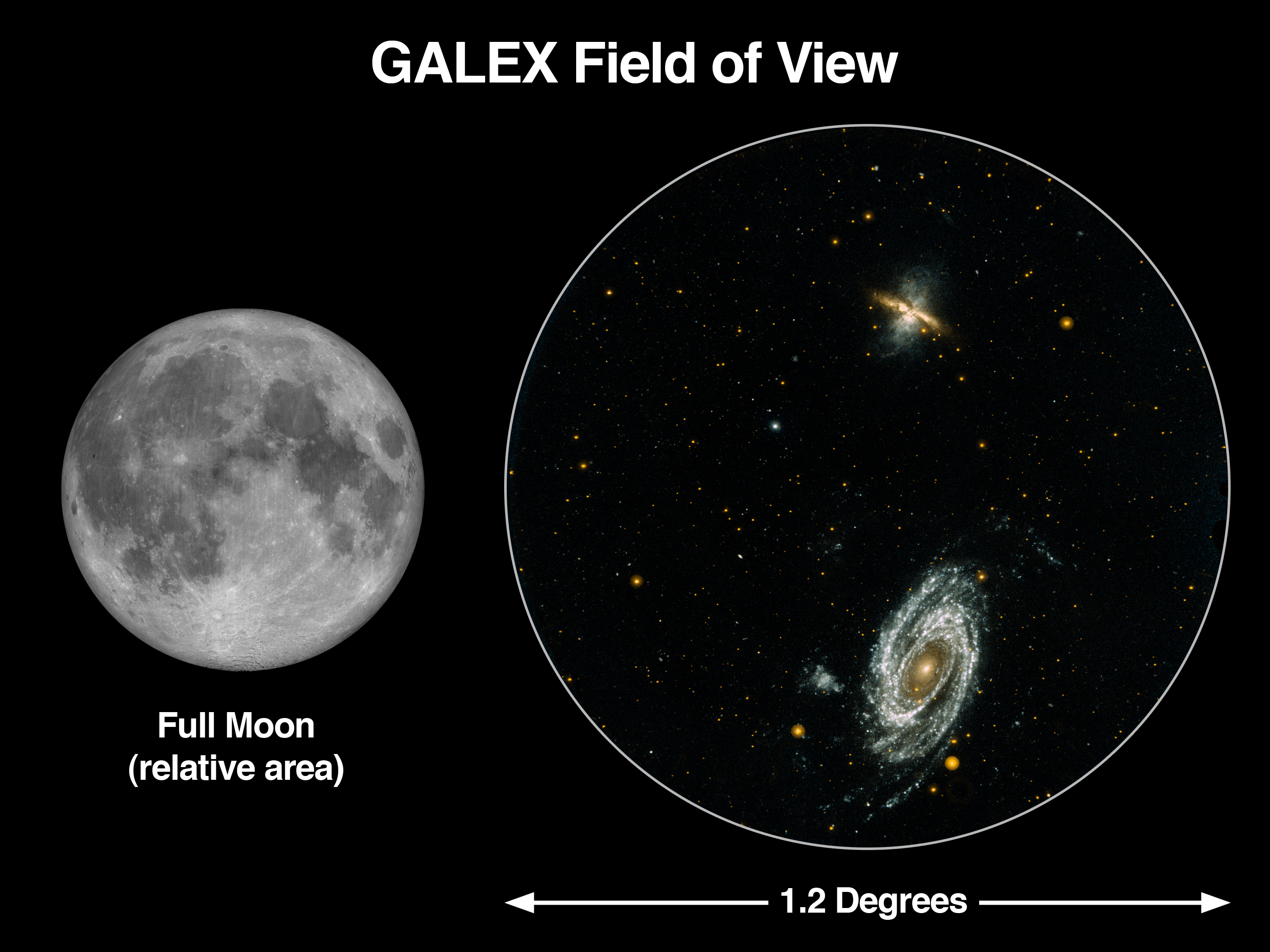
مجال رؤية GALEX بالمقارنة مع القمر الكامل

خلال مهمته الأولى التي تستغرق 29 شهرا، التي تم تمديدها فيما بعد، رصد التلسكوب الموجات فوق البنفسجية لقياس تاريخ تكون النجوم في الكون عودة إلى 80 في المئة نحو الانفجار العظيم. وبما ان العلماء يعتقدون ان عمر الكون 13.8 مليار سنة, فإن المهمة دراست المجرات والنجوم عبر حوالي 10 مليارات سنة من التاريخ الكوني.
مهمة المركبة الفضائية هي مراقبة مئات الآلاف المجرات، وذلك بهدف تحديد المسافة لكل مجرة عن الأرض ومعدل تكوين النجوم في كل مجرة. الانبعاثات القريبة والبعيدة للأشعة فوق البنفسجية التي تقاس بواسطة GALEX يمكن أن تشير إلى وجود النجوم الشابة، والتي قد تنشأ أيضا من التجمعات النجمية القديمة.
شركاء مختبر الدفع النفاث في المهمة هم معهد كاليفورنيا للتكنولوجيا، أوربيتال ساينسيز، جامعة كاليفورنيا (بركلي)،جامعة يونسي (كوريا الجنوبية)،جامعة جونز هوبكينز، جامعة كولومبيا، ومختبر الفيزياء الفلكية دي دي مرسيليا، فرنسا.
ويتشارك المرصد اهداف مراصد سبيتزر، شاندرا، ومرصد هابل. وأهداف تمثل مسح المراصد العظمى لكل السماء، والمجرات تحت الحمراء الساطعة حيث الدراسات في الأطوال الموجة ممكنة بواسطة التلسكوبات.

## أمثلة على النتائج

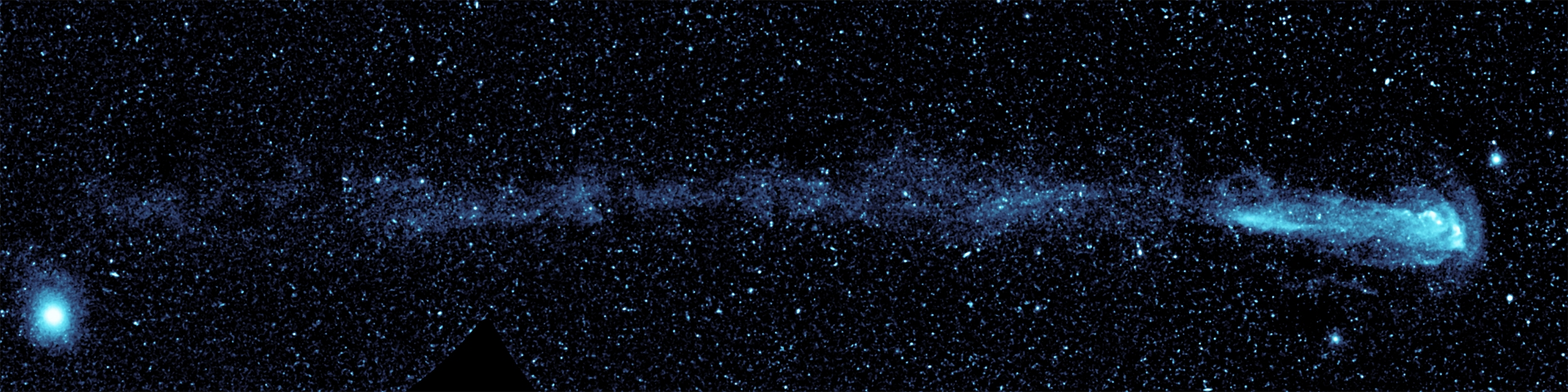
قوس ميرا وذيل غاز الهيدروجين بالأشعة فوق البنفسجية.

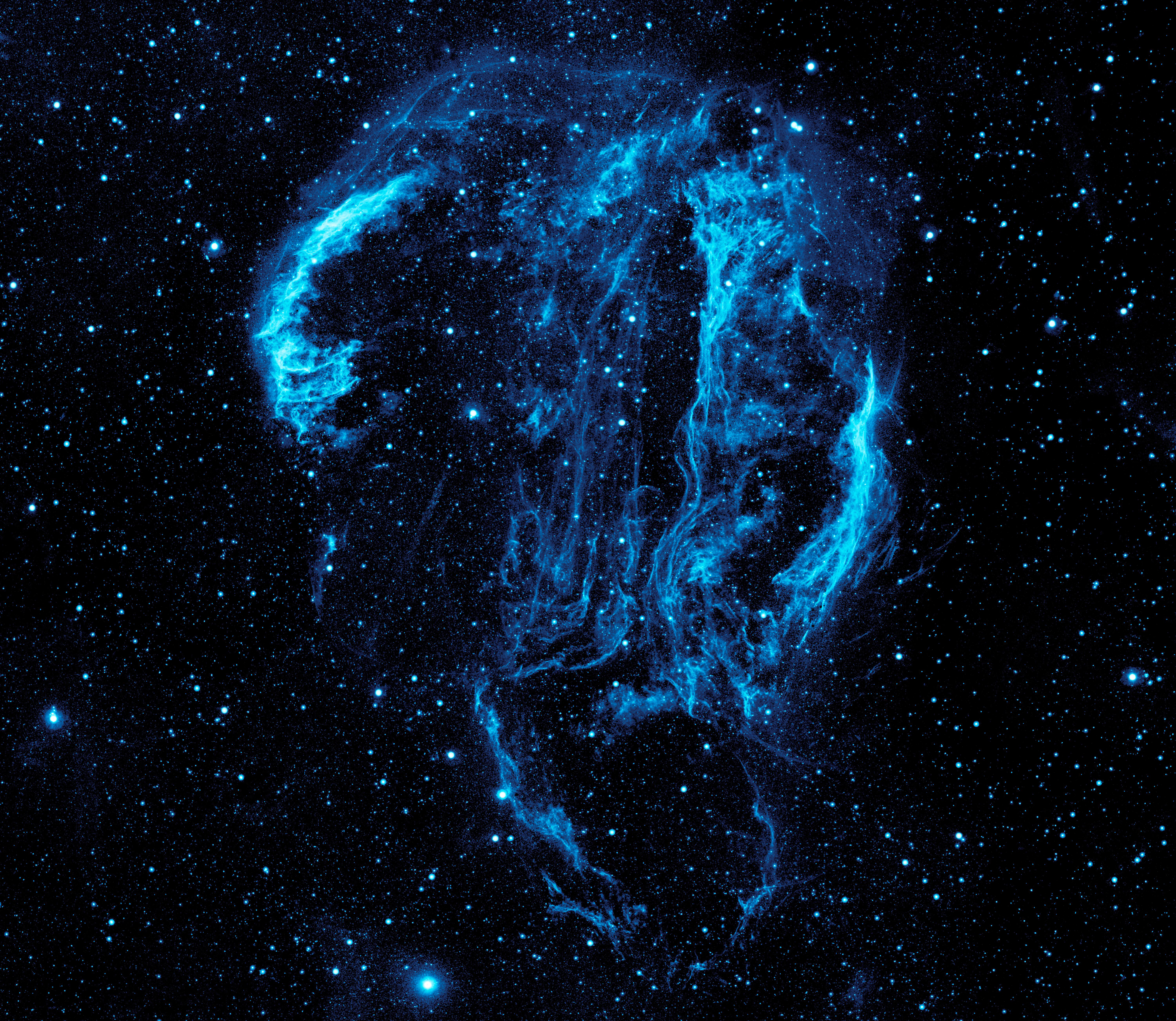
قوس الدجاجة بالأشعة فوق البنفسجية

## صور قبل الإطلاق
- اختبارات ما قبل الإطلاق
- جمع GALEX  مع  صاروخ بيغاسوس XL
- GALEX وبيغاسوس XL يجري وصلهما مع طائرة  لوكهيد ستارقيزر L-1011
- اقلاع ستارقيزر مع GALEX معلق تحت بطن الطائرة